# 1679 a tudományban

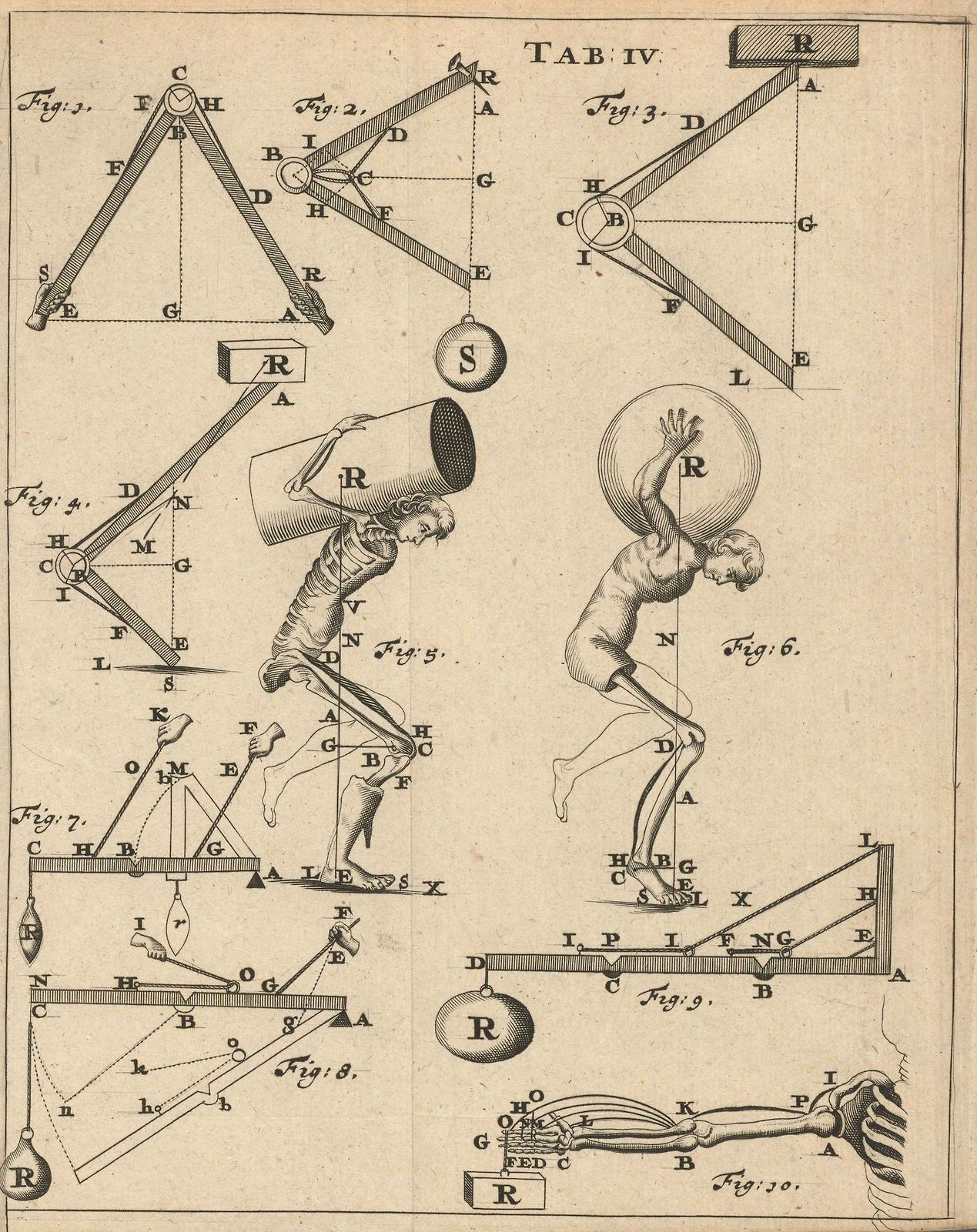
Giovanni Borelli: De motu animalium

Az 1679. év a tudományban és a technikában.

## Események
- Megjelenik Lipcsében Johann Kunckel (Johann von Löwenstern-Kunckel) német alkimista könyve, az Ars Vitraria Experimentalis, oder Vollkommene Glasmacherkunst (Az üveges technika gyakorlata, avagy a tökéletes üveges munka)[1]

## Születések
- január 24. – Christian Wolff német filozófus, matematikus († 1754)

## Halálozások
- december 31. – Giovanni Alfonso Borelli itáliai matematikus, filozófus, csillagász, fiziológus (* 1608)